# Tubo manometrico

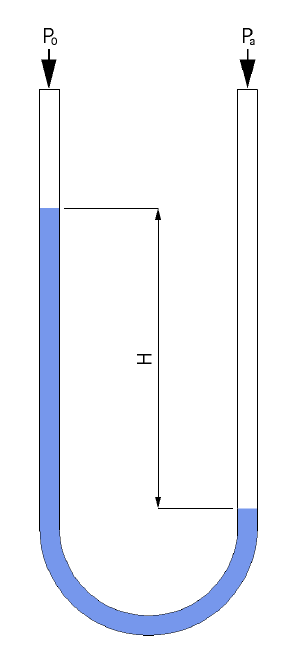
Rappresentazione di un tubo manometrico

Il tubo manometrico (o sonda manometrica o manometro ad U) è uno strumento di misura costituito da un tubo posizionato perpendicolarmente alla direzione secondo la quale scorre il fluido (direzione di flusso). 

L'altezza della colonna {\displaystyle H} che il fluido raggiunge in tale tubo graduato è proporzionale al valore della pressione statica del fluido in quel punto, ovvero:
{\displaystyle H={\frac {|P_{a}-P_{0}|}{\rho g}}}
in cui {\displaystyle (P_{a}-P_{o})} è la differenza tra la pressione ad un'estremità del tubo e la pressione di riferimento (che in genere è la pressione atmosferica: {\displaystyle P_{0}=1atm}), {\displaystyle \rho } è la densità del fluido manometrico, e {\displaystyle g} è la costante di accelerazione di gravità terrestre (pari a circa {\displaystyle 9.81m/s^{2}}).

## Fluidi manometrici
A seconda della densità del fluido manometrico, l'errore commesso nella misurazione sarà maggiore o minore. Come fluido manometrico possono essere utilizzati i gas, il mercurio, e l'acqua.
I gas danno misure più precise dei liquidi, ma rendono la gestione dell'apparecchiatura  più onerosa; sono utilizzati per la taratura degli altri manometri.
L'acqua fornisce una buona precisione nella misurazione di piccole variazioni di pressione. Il mercurio è utilizzato per misurare differenze di pressioni elevate.